# Instituto Salesiano
 (novembre 2011).
Si vous disposez d'ouvrages ou d'articles de référence ou si vous connaissez des sites web de qualité traitant du thème abordé ici, merci de compléter l'article en donnant les références utiles à sa vérifiabilité et en les liant à la section « Notes et références ».

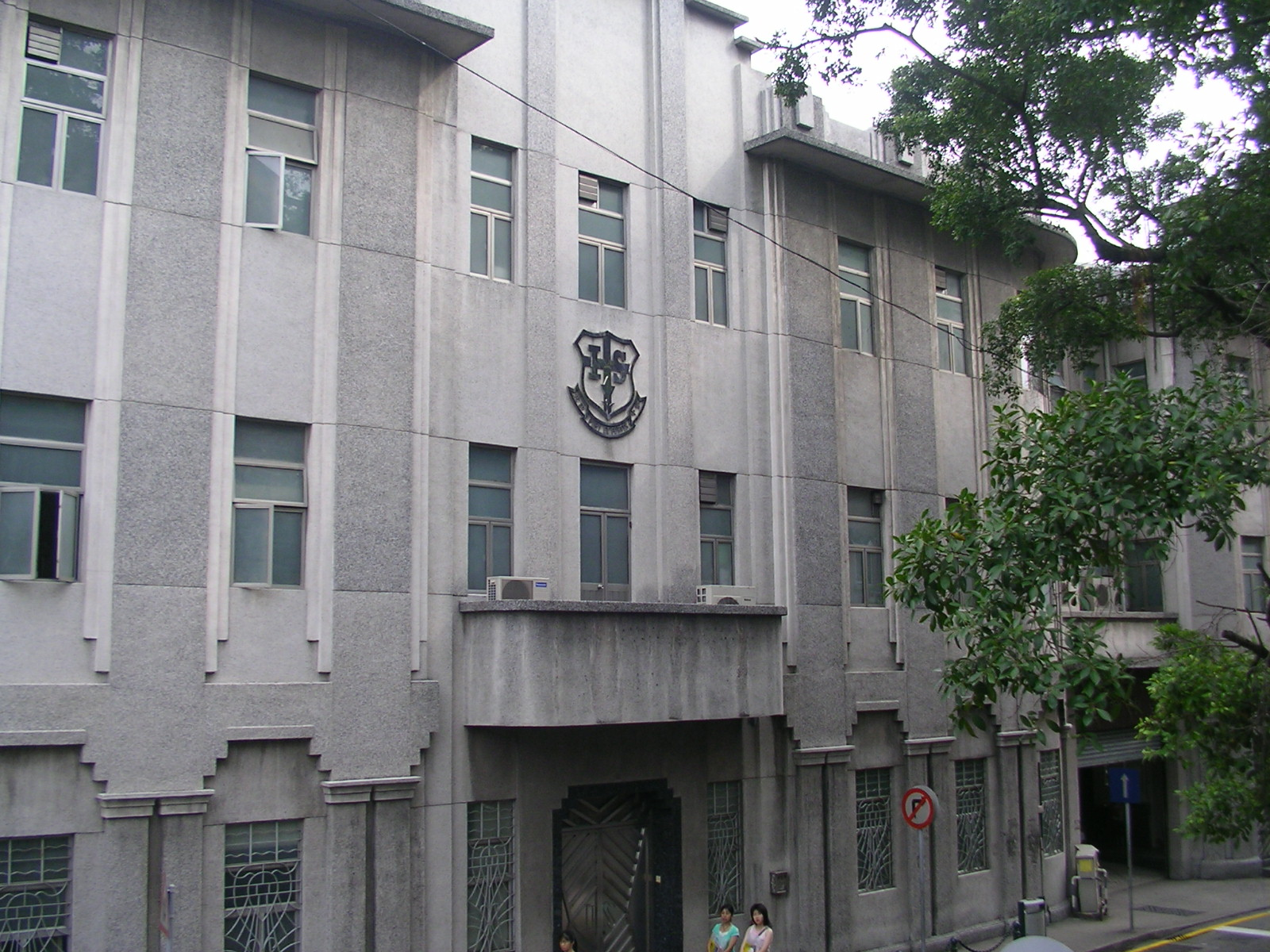
Instituto Salesiano de Macau. 2005

Instituto Salesiano (ou IS, Instituto da Imaculada Salesiano Conceição, chinois traditionnel : 澳門慈幼中學) est une école catholique à Macao.

## Historique
L'Instituto Salesiano a été créé en 1906, pendant la dynastie Qing, par le père Louis Versiglia. L'école est dirigée par les Salésiens et vise à donner aux élèves une éducation complète et équilibrée dans les différents aspects. Le campus, devant l'église Saint-Laurent, était initialement propriété de la British East India Company.

## Directeurs
|    | Noms chinois | Noms français                   | Début du mandat | Fin du mandat |  |
| -- | ------------ | ------------------------------- | --------------- | ------------- |  |
| 1  | 聖雷鳴道神父 | Fr. Louis Versiglia, SDB        | 1906            | 1918          |  |
| 2  | 金以義神父   | Fr. Vicent Bernardini, SDB      | 1918            | 1925          |  |
| 3  | 路加神父     | Fr. Lucas Da Silva, SDB         | 1925            | 1927          |  |
| 4  | 楊春忱神父   | Fr. John Pedrazzini, SDB        | 1927            | 1931          |  |
| 5  | 溫普仁神父   | Fr. John Guarona, SDB           | 1931            | 1937          |  |
| 6  | 陳基慈神父   | Fr. Marius Acquistapace, SDB    | 1937            | 1946          |  |
| 7  | 溫普仁神父   | Fr. John Guarona, SDB           | 1946            | 1951          |  |
| 8  | 時乃德神父   | Fr. Martin Schneidtberger, SDB  | 1951            | 1960          |  |
| 9  | 司馬榮神父   | Fr. Guilherme Schrid, SDB       | 1960            | 1966          |  |
| 10 | 馬耀漢神父   | Fr. Alexander Ma Tiu-hon, SDB   | 1966            | 1968          |  |
| 11 | 馬士沖神父   | Fr. Matthias Mo Tseu-tsong, SDB | 1968            | 1969          |  |
| 12 | 魯炳義神父   | Fr. Luigi Rubini, SDB, SDB      | 1969            | 1972          |  |
| 13 | 朱懷德神父   | Fr. Mario Rosso, SDB            | 1972            | 1976          |  |
| 14 | 陳日君樞機   | Fr. Joseph Zen Ze-kiun SDB      | 1976            | 1978          |  |
| 15 | 馬耀漢神父   | Fr. Alexander Ma Yiu-Hon, SDB   | 1978            | 1984          |  |
| 16 | 麥觀黔神父   | Fr. Joseph Mak Keun-kim, SDB    | 1984            | 1987          |  |
| 17 | 孔智剛神父   | Fr. Francis Hung Chi-Kong, SDB  | 1987            | 1995          |  |
| 18 | 周伯輝神父   | Fr. Estanislaus Vu Tak-lau, SDB | 1995            | 2003          |  |
| 19 | 周伯辉 神父  | Fr. Joseph Chow Pak-fai, SDB    | 2003            | Actuel        |  |

## Hymne
L'hymne a été transcrit par le missionnaire autrichien Guilherme Schmid
Hymne de l'Instituto Salesiano de Macao 澳門慈幼中學校歌  (chinois)

« 維我鮑思高慈幼學校
時代青年訓練場
四育並重國粹精良
師生友愛永無疆
校譽日隆學匯中西
滿門朝氣樂洋洋
秉承會祖鮑思高遺教
取法聖多明我表樣
我青年    步武聖賢
效忠聖教作棟樑
願同學    敦品勵學
揚我校風增榮光 »

## Association étudiante
Le Conseil étudiant de l'Instituto Salesiano, créé en 1997, est l'organisation étudiante reconnue officiellement.

## Élèves célèbres
- Domingos Lam (en) (premier évêque d'ethnie chinoise du diocèse catholique romain de Macao)
- Domingos Chan (joueur de football professionnel qui joue comme gardien de but pour l'équipe de Macao. Il joue actuellement pour Sun Hei dans le championnat de première division de Hong Kong)
- Ao Man-long (ancien secrétaire aux Transports et aux Travaux publics de Macao)
- Père Pedro Ho (directeur général du Bosco Youth Network Service)
- Leong Ka Hang (meilleur footballeur de l'année 2011 de Macao)